# 德勒站
德勒站是法国的一个铁路车站，位于法国城市德勒。

## 位置
德勒站位于德勒市区的中部偏南。车站大致呈东北-西南走向，开口朝西北。
德勒站位于圣西尔-苏尔东铁路铁路线上，该铁路为复线铁路，其中德勒站以东的部分已于1984年完成了电气化改造，并开行了法兰西岛郊区列车（Transilien），从德勒站出发前往巴黎最快只需1小时10分钟。
历史上德勒站还曾有过前往埃夫勒和沙特尔方向的铁路，前者已关闭，后者基本废弃。

## 车站建筑
德勒站最初建于1855年，仅为一个简易的站房。现有的主站房由法国建筑师Paul Genuys主持设计，并于1864年投入使用。

## 停靠线路
以下列车线路在德勒站停靠：
| 德勒站列车线路表（长途线路） |              |                         |                    |              |
| 线路                         | 车种         | 上一站                  | 下一站             | 大致运行频率 |
| 巴黎—格朗维勒                | INTERCITÉS   | 巴黎沃吉拉尔/凡尔赛尚铁 | 阿弗尔河畔维尔讷伊 | 每天2~3趟    |
| 巴黎/德勒—阿尔让唐/格朗维勒  | 法国大区列车 | 凡尔赛尚铁              | 诺南库尔           | 每天1~3趟    |
| 1.                           |              |                         |                    |              |

| 德勒站列车线路表（区域线路） |                      |           |          |          |
| 起点                         | 上一站               | 线路      | 下一站   | 终点     |
| 巴黎蒙帕纳斯                 | 武丹/马尔什宰-布鲁埃 | [T] · [N] | （终点） | （终点） |

## 配套交通

### 大巴车
德赫站对应的大巴车上下车地点位于车站前方的广场上。
厄尔省政府下属的厄尔省城际客运（Transeure）提供前往埃夫勒方向的大巴车线路。
厄尔-卢瓦省政府下属的厄尔-卢瓦省城际客运（Transbeauce）提供前往沙特尔、奥尔良及圣吕班代容谢雷特等方向的大巴车线路。
此外，当某条铁路线施工或罢工时，SNCF也会提供途径该线路沿途站点的大巴车。

### 市内交通
德勒站对应的公交车站名称为"Gares"，停靠该站的公交线路包括德勒公交1路、2路、3路和4路。

## 临近车站
| 德勒站（Gare de Dreux）                                                                    |                                      |                   |
| 上行车站                                                                                   | 线路                                 | 下行车站          |
| 马尔什再-布鲁埃站⇐                                                                         | 圣西尔－苏尔东铁路                   | ⇒圣日耳曼圣雷米站 |
| 热尔奈站                                                                                   | 沙特尔－德勒铁路（货运，已基本废弃） | （终点）          |
| - "⇐"或"⇒"为复线铁路路段；划线的为已基本废弃的线路及车站，完全废弃的铁路不在本表显示范围内 |                                      |                   |